# Young Adam
Young Adam är en brittisk långfilm från 2003 i regi av David Mackenzie, med Ewan McGregor, Tilda Swinton, Peter Mullan och Emily Mortimer i rollerna.

## Handling
Filmen utspelar sig i Skottland 1954. Den unge vagabonden Joe Taylor (Ewan McGregor) arbetar på en pråm i Glasgow. Han delar det trånga uttrymmet med Les Gault (Peter Mullan), dennes hustru Ella (Tilda Swinton) och deras unga son Jim (Jack McElhone). En dag fiskar Joe och Les upp kroppen av en ung kvinna ur kanalen. Vi får via tillbakablickar veta att Joe kände kvinnan och hans scener med kvinnan, Cathie Dimly (Emily Mortimer), blandas med nutiden. 

## Rollista
| Ewan McGregor    | – Joe Taylor    |
| Tilda Swinton    | – Ella Gault    |
| Peter Mullan     | – Les Gault     |
| Emily Mortimer   | – Cathie Dimly  |
| Jack McElhone    | – Jim Gault     |
| Therese Bradley  | – Gwen          |
| Ewan Stewart     | – Daniel Gordon |
| Stuart McQuarrie | – Bill          |
| Pauline Turner   | – Connie        |
| Alan Cooke       | – Bob M'bussi   |
| Rory McCann      | – Sam           |